# Charinus acosta
Charinus acosta (лат.) — вид паукообразных семейства Charinidae из отряда фринов (Amblypygi). Назван в честь кубинского палеонтолога Dr J.T. Acosta.

## Распространение
Куба.

## Описание
Этот вид отличается от других карибских и центральноамериканских представителей рода Charinus по следующей комбинации признаков: лобный отросток карапакса с закругленной вершиной; чёрный срединный бугорок глаза редуцированный, вдавленный в панцирь, с хорошо развитыми срединными глазами; боковые глаза хорошо развиты, чёрные; раздвоенный зубец базального сегмента хелицеры с дорсальным бугорком короче вентрального бугорка; тритостернум выступает вперед, средне- и заднегрудь не разделены; на пролатеральной поверхности базального сегмента хелицеры ряд из шести мелких щетинок; хелицеральный коготь с пятью зубцами. Боковые глаза расположены от латерального края карапакса по крайней мере на расстоянии в три раза больше диаметра одного оцеллия, с щетинкой позади латеральной глазной триады. Вертлуг педипальп с двумя вентральными шипами (спинной шип отсутствует); голень педипальпы с двумя спинными и одним брюшным шипами; вентральный шип на голени педипальпы расположен дистально.